# Stora Dämmet (Råda socken, Västergötland)
Stora Dämmet är en sjö i Härryda kommun i Västergötland och ingår i Göta älvs huvudavrinningsområde.